# Jeff Xavier
Jeffrey Nunes Xavier (Pawtucket, Rhode Island, 7 de septiembre de 1985) es un jugador de baloncesto estadounidense con pasaporte caboverdiano, ya retirado. Mide 1,86 metros y ocupa la posición de escolta. Fue internacional absoluto con Cabo Verde.

## College
Comenzó su formación en el St. Raphael Academy en Pawtucket, Rhode Island, antes de matricularse en la Universidad de Manhattan, donde estuvo de 2004 a 2006 logrando promedios de 12.2 puntos, 4.3 rebotes, 1.3 rebotes y 1.8 robos. Posteriormente se traslada a la Universidad de Providence, donde tras un año sin jugar debido a las normas universitarias, integró la plantilla de los Friars de 2007 a 2009, promediando 10.8 puntos, 3.3 rebotes, 2.2 asistencias y 1.8 robos en sus dos campañas.

## Carrera profesional
Tras finalizar su periplo universitario en 2009, inició su carrera profesional en España. Fichó por el Leche Río Breogán de la LEB Oro, donde su pasaporte caboverdiano le permite no ocupar plaza de extranjero en virtud del Acuerdo de Cotonú. En su primera temporada como profesional (2009/10), finalizó con unas medias de 12,9 puntos, 2,7 rebotes y 1,5 asistencias en 38 encuentros disputados.
En julio de 2010 se confirmó su fichaje por el Cáceres Creativa, también de LEB Oro. Tras firmar unos números de 9,8 puntos, 2,6 rebotes, 1,4 asistencias y 1,6 balones robados en 38 partidos disputados con el conjunto extremeño, en el verano de 2011 se confirmó su fichaje por el Palencia Baloncesto de la misma categoría. En Palencia promedió 13,8 puntos, 2,7 rebotes, 1,3 asistencias y 2 robos de balón en 32 partidos jugados.
En 2012 fichó por el Autocid Ford Burgos, donde permanece tres temporadas logrando tres ascensos consecutivos a Liga Endesa (ninguno de ellos materializado posteriormente), ganando dos veces la LEB Oro (2013 y 2015) y una vez la Copa del Príncipe de Asturias de baloncesto, en 2013. En sus tres temporadas en Burgos promedió 12,2 puntos, 2,5 rebotes, 1,6 asistencias y 1,8 robos para 10,1 de valoración en 89 partidos disputados.
En el verano de 2015 fichó por el Medi Bayreuth de la BBL alemana, donde disputa 13 partidos acreditando 10,2 puntos, 2,2 rebotes y 2 asistencias hasta que en el mes de febrero de 2016 regresa a España para incorporarse de nuevo al CB Breogán hasta el final de la temporada 2015/16, que finaliza promediando 15.1 puntos, 3.1 asistencias y 4.3 rebotes.
En la temporada 2016/17 disputa la LPB (primera división portuguesa) en las filas del FC Porto, promediando 10.2 puntos, 2.9 asistencias y 2.9 rebotes.
Firma con el UJAP Quimper, equipo de ProB (segunda división francesa) en la temporada 2017/18, alcanzando medias de 9.9 puntos, 2.7 asistencias y 2.3 rebotes.
Con la temporada 2018/19 ya iniciada, en diciembre de 2018 se hace oficial su fichaje por el Leyma Coruña, completando la campaña con unos promedios de 10.5 puntos, 2.9 rebotes y 2.5 asistencias por encuentro.
Renueva en 2019/20 con el Basquet Coruña, mejorando sus promedios hasta los 10.8 puntos, 3 asistencias y 3.7 rebotes en los 24 partidos que disputó hasta la cancelación prematura de la temporada debido a la pandemia de coronavirus.
En julio de 2020 el jugador anuncia su regreso al Cáceres Patrimonio de la Humanidad para disputar la temporada 2020/21, registrando medias de 10.8 puntos, 1.7 asistencias y 3.4 rebotes.
El 27 de octubre de 2021 firma por el Oviedo Club Baloncesto de la Liga LEB Oro. En la campaña 2021/22 promedió 5.2 puntos, 1.2 rebotes y 1.2 asistencias. En el mes de marzo anunció que se retiraría al finalizar la temporada.

## Selección nacional
El jugador es internacional con la selección de Cabo Verde desde 2008. En 2009 participó en el AfroBasket 2009 en el que Cabo Verde finalizó en decimotercer lugar y el finalizó como máximo anotador del torneo con una media de 27,2 puntos por partido, a los que añadió 4 rebotes, 3,2 asistencias y 2,8 robos de balón en 5 partidos disputados.
En el último AfroBasket 2015 en el que Cabo Verde ha quedado en décimo lugar, Jeff Xavier ha sido el segundo máximo anotador del torneo con 19.6 puntos solo por detrás de Gorgui Dieng, aparte de promediar también 4,2 rebotes, 4 asistencias y 1,6 robos de balón en 5 partidos disputados